# Zé Luís
José Luís Santos da Visitação, mais conhecido como Zé Luís (Salvador, 23 de março de 1979), é um ex-futebolista brasileiro que atuava como volante. O volante teve bons momentos com a camisa do São Paulo e do Atlético-MG, sendo um jogador de bom passe, e boa marcação e as vezes marca alguns gols. Seu último clube foi o Paraná Clube, onde foi importante na disputa da Série B e recebeu uma despedida calorosa do torcedor quando se aposentou em 2013.

## Títulos
São Paulo
- Campeonato Brasileiro: 2007, 2008

Atlético Mineiro
- Campeonato Mineiro: 2010